# Pużary
Pużary – osada w Polsce, w województwie warmińsko-mazurskim, w powiecie szczycieńskim, w gminie Szczytno.
Do 2023 miejscowość była częścią wsi Gawrzyjałki.
W latach 1975–1998 miejscowość administracyjnie należała do województwa olsztyńskiego.

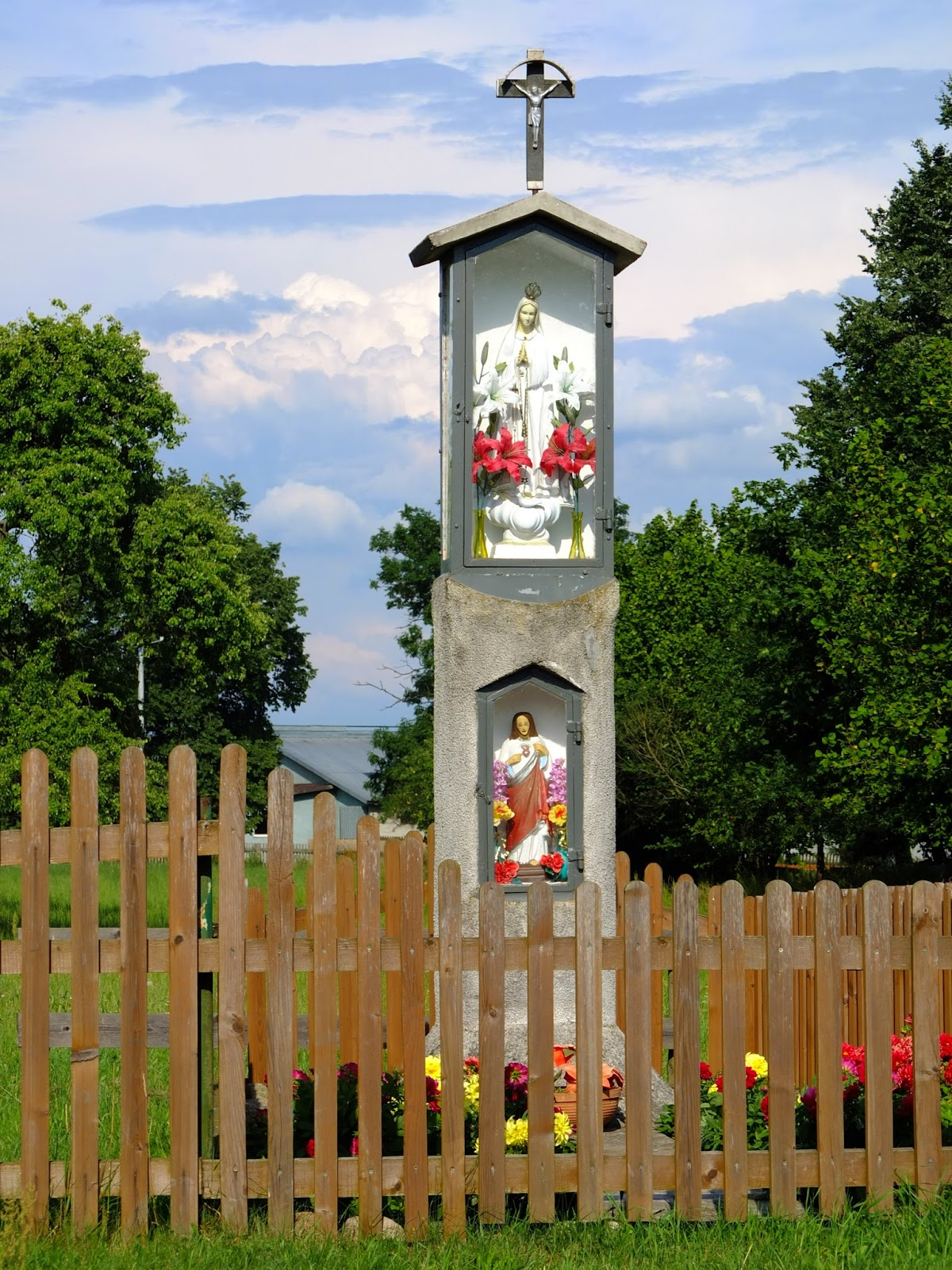
Przydrożna kapliczka.

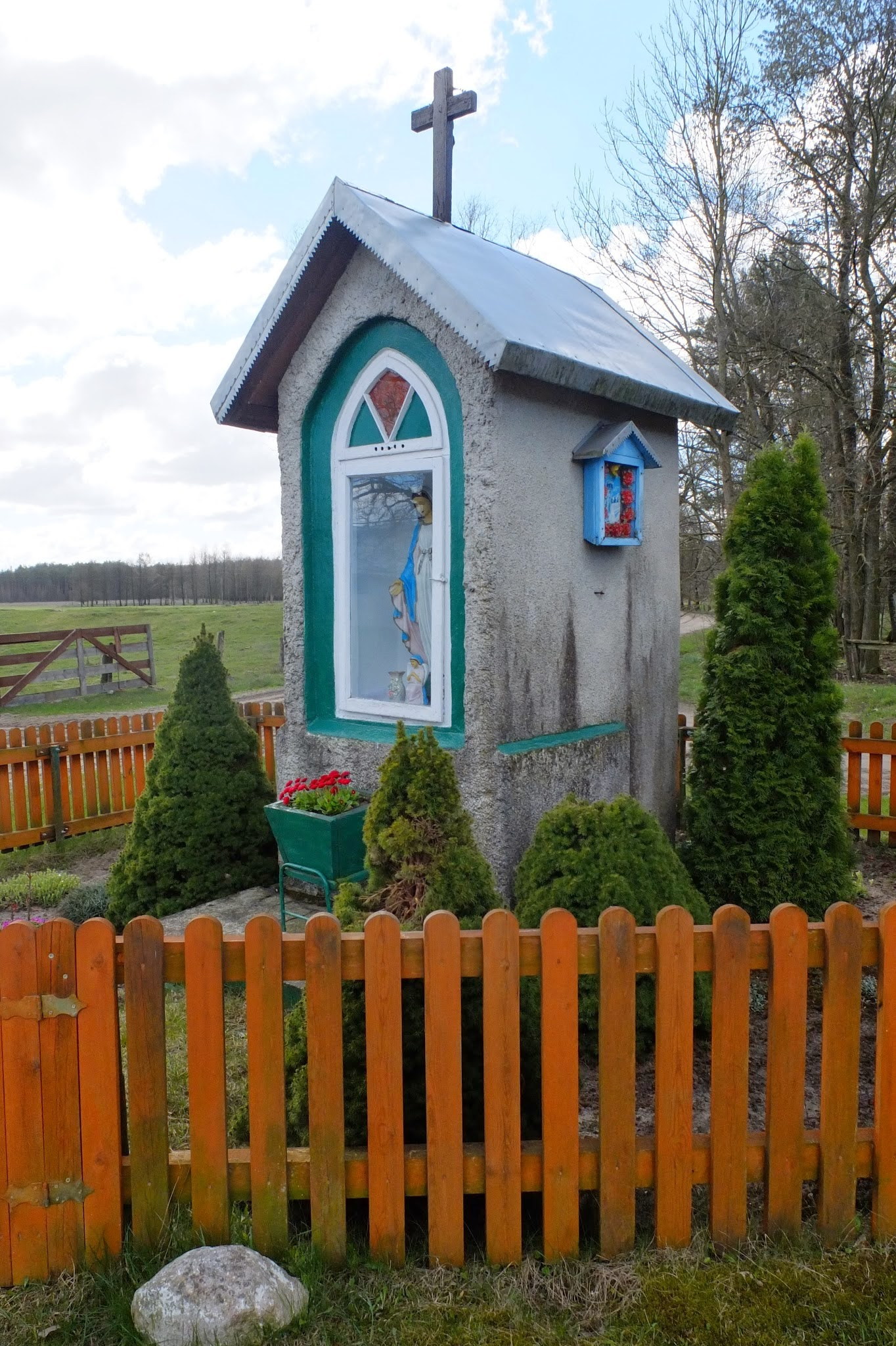